# Sandheden om Harry Quebert-sagen

Sandheden om Harry Quebert-sagen (La Vérité sur l’Affaire Harry Quebert) er en roman skrevet af den schweiziske forfatter Joël Dicker. Den blev publiceret den 19. september 2012. 